# Horecké písníky
Horecké písníky je název lokality po těžbě písku nalézající se v lesním komplexu asi 300 m vpravo od silnice I/36 spojující Pardubice a Lázně Bohdaneč, asi půl kilometru od jihovýchodního okraje města. Jedná se o částečně zatopené písníky, které jsou již několik desetiletí nevyužívané a v roce 2017 již zarůstají rákosím.

## Příroda
Zdejší mokřadní biotopy mají význam jako útočiště pro mnohé druhy obojživelníků jako je např. skokan ostronosý (Rana arvalis), skokan štíhlý (Rana dalmatina), skokan skřehotavý (Pelophylax ridibundus) skokan hnědý (Rana temporaria), kuňka obecná (Bombina bombina), blatnice skvrnitá (Pelobates fuscus), rosnička zelená (Hyla arborea) a čolek obecný (Lissotriton vulgaris). Z chráněných rostlin zde roste například žebratka bahenní (Hottonia palustris).

## Galerie

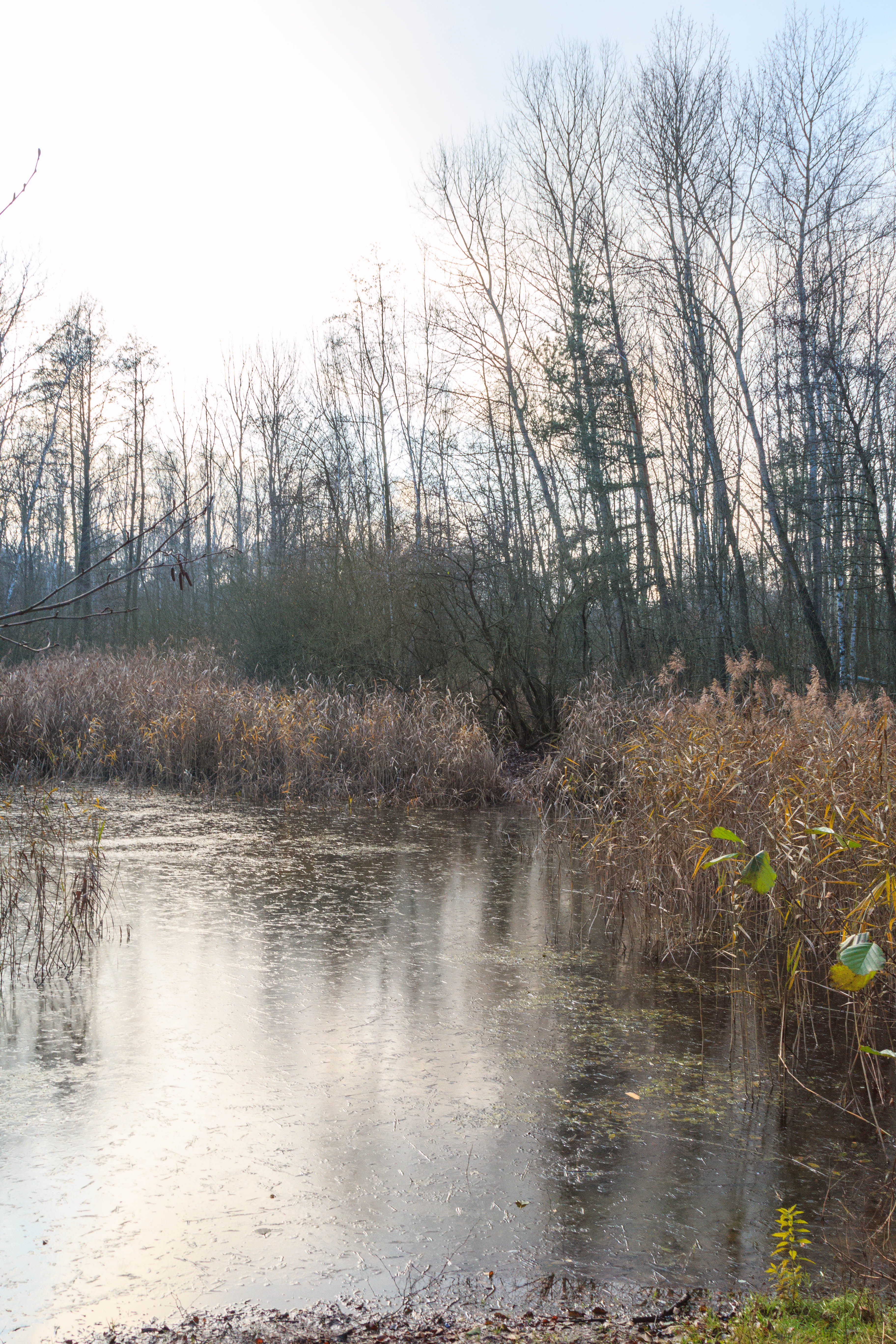
Horecké písníky u Lázní Bohdaneč
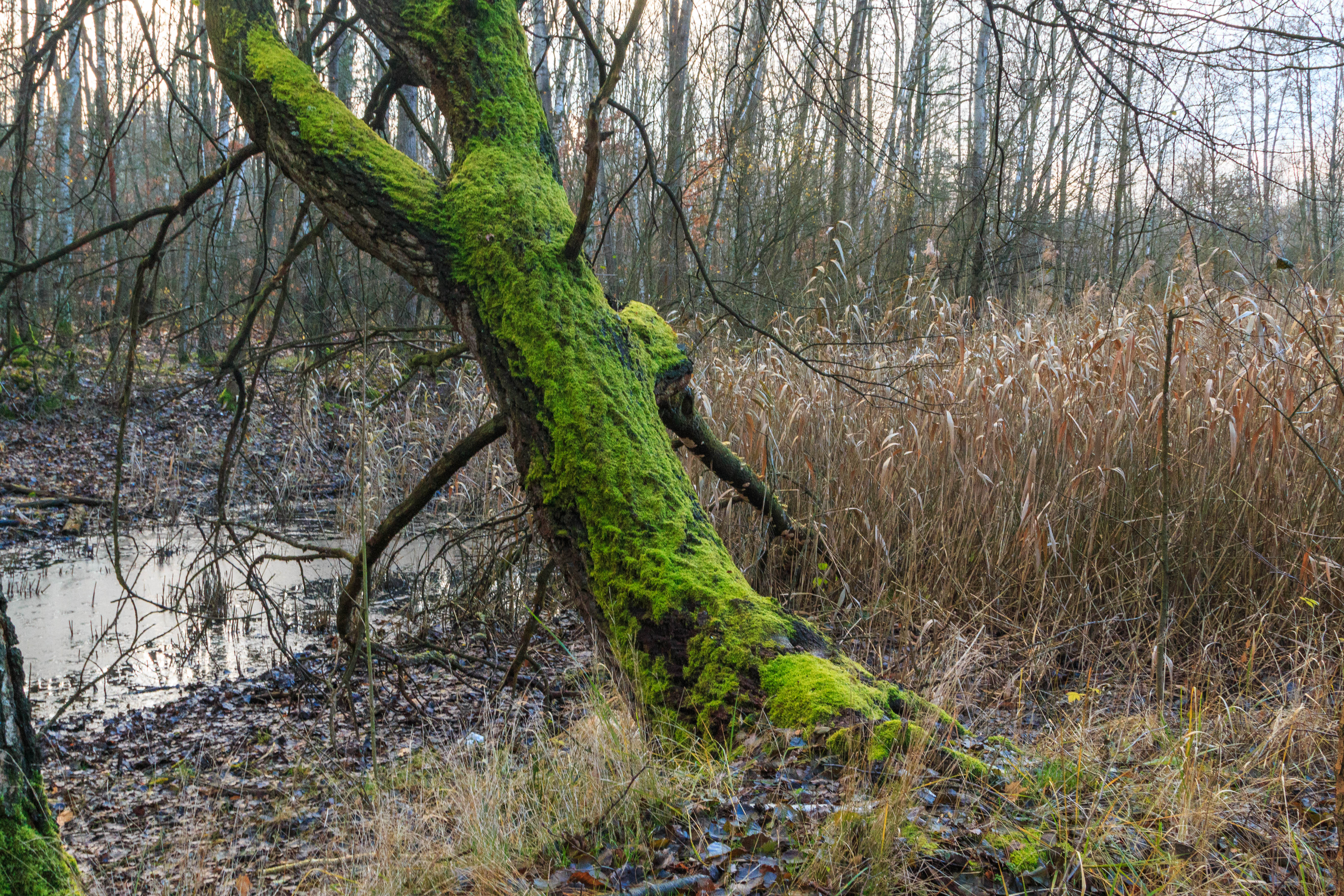
Horecké písníky u Lázní Bohdaneč
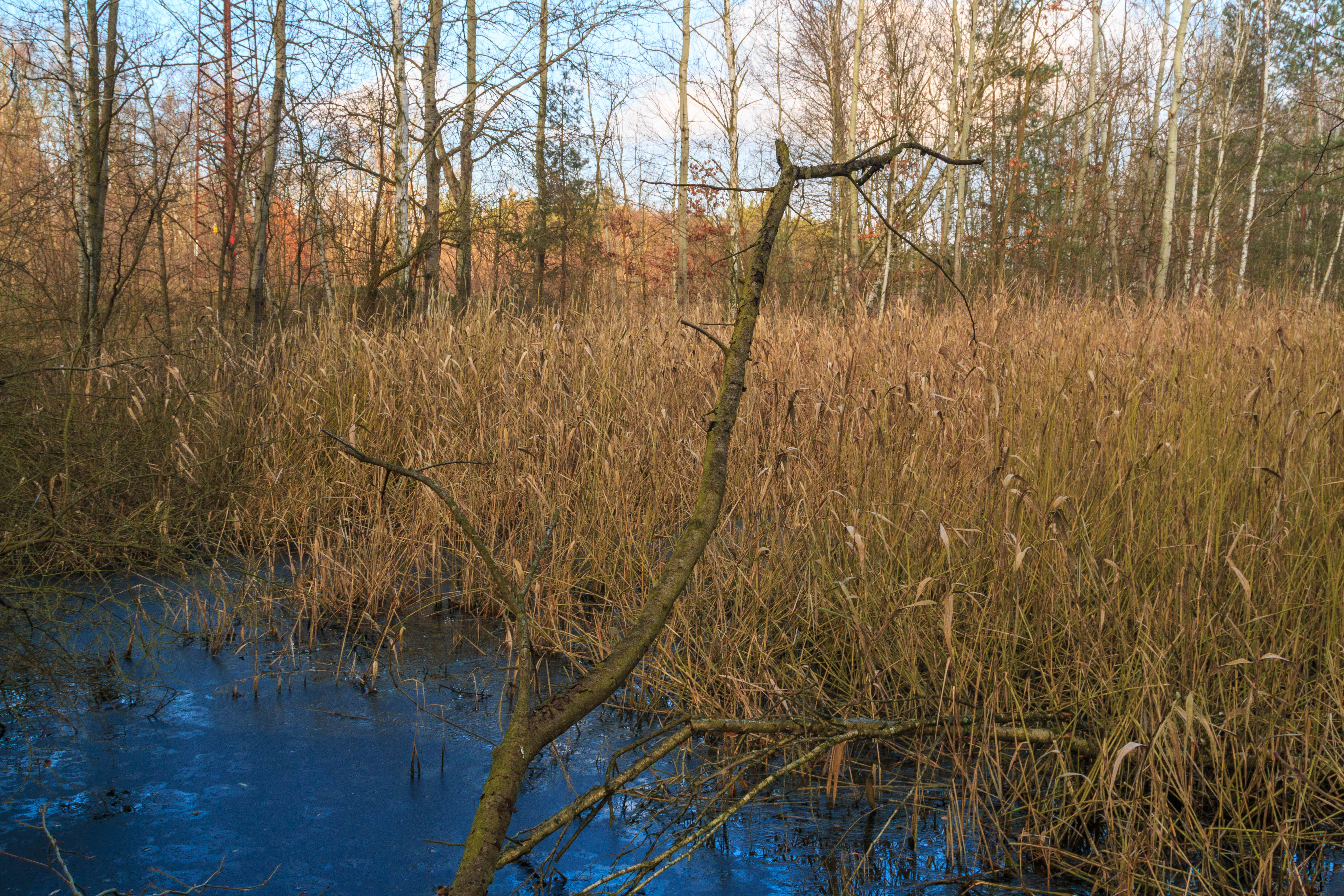
Horecké písníky u Lázní Bohdaneč
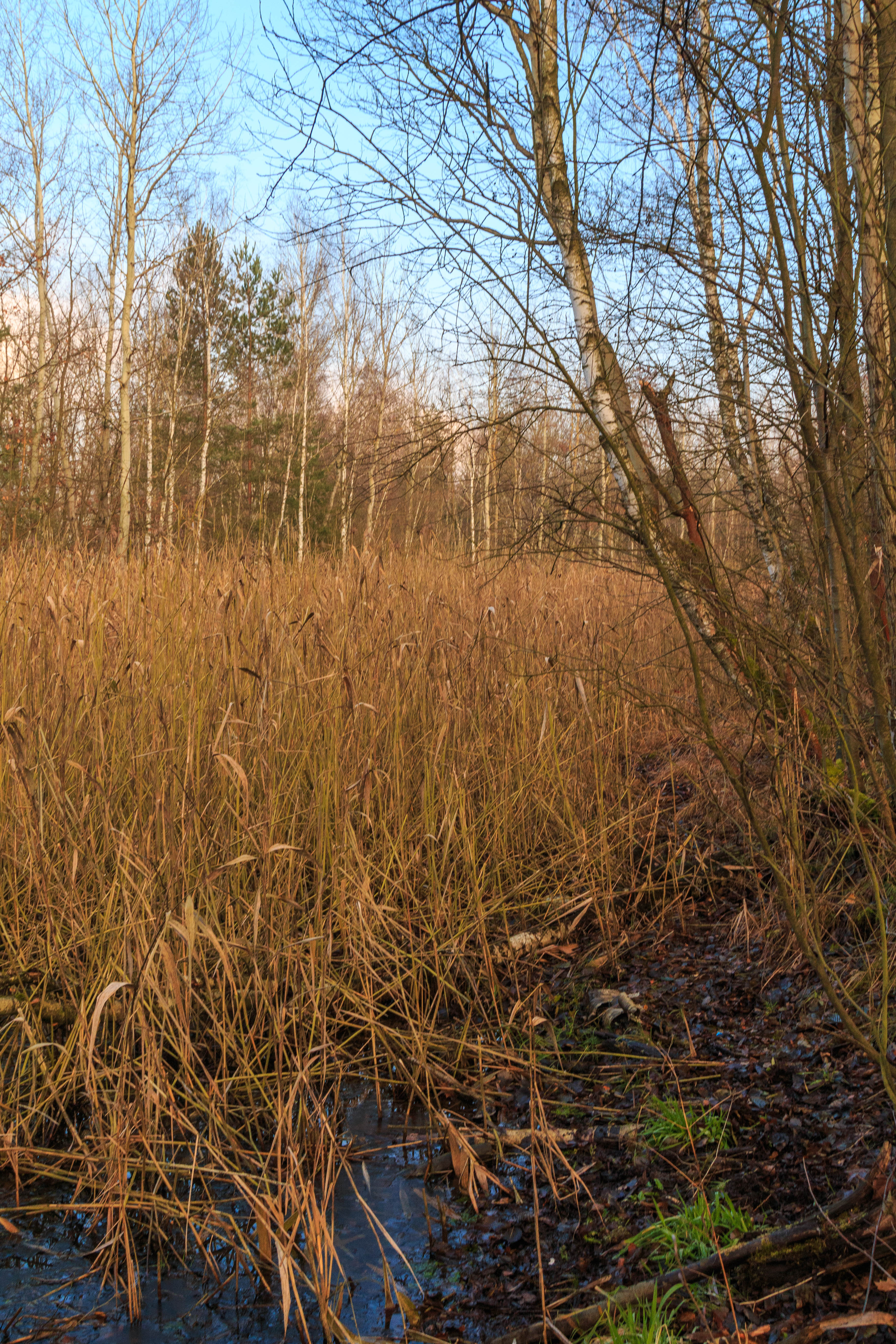
Horecké písníky u Lázní Bohdaneč